# Pyeongsan-dong
Pyeongsan-dong (koreanska: 평산동)  är en stadsdel  i kommunen Yangsan i provinsen Södra Gyeongsang i den sydöstra delen av  Sydkorea, 310 km sydost om huvudstaden Seoul. Den ligger strax norr om storstaden Busan.
Pyeongsan-dong utgör, tillsammans med stadsdelarna Deokgye-dong, Seochang-dong och Soju-dong det område som fram till 2007 utgjorde köpingen Ungsang-eup. Området ligger cirka 15 kilometer nordost om centrala Yangsan och på grund av en mellanliggande bergskedja så finns ingen direkt vägförbindelse mellan de två delarna av kommunen, utan man måste åka via utkanten på grannstaden Busan mellan de två kommundelarna.